# Therminol
Le Therminol (nom commercial déposé) est un fluide de transfert thermique, c'est une gamme étendue de fluides synthétiques produite par Eastman Chemical Company.
Ces produits industriels sont utilisés pour transporter de la chaleur jusqu'à des températures de l'ordre de 400 °C, ce qui permet des économies d'énergie, la génération de vapeur, d'eau chaude mais aussi des apports de chaleur pour réaliser des réactions chimiques endothermiques ou exothermiques. Ils sont stables dans le temps et demandent peu de maintenance[Quoi ?].
Les fluides Therminol sont utilisés dans une variété d'applications, essentiellement industrielles, notamment :
- traitement des hydrocarbures (extraction et raffinage des pétroles et du gaz naturel, production de l'asphalte, conversion chimique du gaz naturel en carburants liquides, etc.) ;
- énergies renouvelables et technologies alternatives (énergie solaire concentrée, biocarburants, cycle de Rankine, usine de dessalement des eaux de mer, etc.) ;
- traitement des plastiques (production, mise en fusion et mélange, injection), production de panneaux de particules agglomérées (MDF) ;
- réactions chimiques (pharmaceutique, chambres d'essai, autoclaves, etc.) ;
- transformation des aliments et des boissons ;
- système de transfert thermique intra- ou inter-entreprises, économies d'énergie via des trains d'échangeurs de chaleur, des boucles d'échanges, des caloducs.

Avant 1997, les fluides Therminol étaient vendus en Europe sous les noms commerciaux « SantoTherm » et « GiloTherm ». Depuis 1997, toutes les formes de fluide Therminol ont été vendues avec le nom et une extension numérique ou alphanumérique pour définir ses utilisations potentielles. Exemple : Therminol-66 ou Therminol-VP1 (Vapor Phase #1).

## Histoire
Les fluides caloporteurs Therminol ont été développés en 1963 par Monsanto. En 1997, les activités chimiques de Monsanto ont été abandonnées pour former une nouvelle société appelée « Solutia Inc ». En 2012, Solutia a été acquis par Eastman Chemical Company.

## Biphényle polychloré dans les anciennes productions de  Therminol
Avant 1971, Monsanto commercialisait une série de fluides de transfert thermique contenant du polychlorobiphényle (PCB) appelé « Therminol FR » (FR pour Fire-Resistant) aux États-Unis et « Santotherm FR » en Europe. Les fluides caloporteurs Therminol de la série FR contiennent des PCB, qui confèrent une résistance au feu. Monsanto a volontairement cessé de vendre ces fluides en 1971. Aucune forme de fluide caloporteur Therminol n'a contenu de PCB depuis ce temps. Le PCB a été interdit par le Congrès des États-Unis en 1979 et la Convention de Stockholm sur les polluants organiques persistants en 2001.